# Śledztwo (film 1973)
Śledztwo – polski horror kryminalny z 1973 roku w reżyserii Marka Piestraka. Film jest zekranizowaną powieścią Stanisława Lema o o tym samym tytule.

## Fabuła
Wielka Brytania. W wiejskich kostnicach dochodzi do niewytłumaczalnych zmartwychwstań zwłok. Policja jest bezradna, więc prosi o pomoc doktora o nazwisku Sciss (Jerzy Przybylski). Doktor wysnuwa swoje teorie, które mogą być prawdziwe. A jednak główny bohater filmu (inspektor Gregory – Tadeusz Borowski) mu nie ufa. Postanawia więc przy jednej z kostnic, w której według dra Scissa zwłoki wyjdą z grobu, zostawić na czatach zaufanego policjanta Wiliama. Ten jednak, kiedy widzi zwłoki wychodzące z grobu, ucieka. Zostaje potrącony przez samochód, w którym jedzie syn pastora. Kiedy inspektor Gregory przesłuchuje Wiliama, wychodzi na jaw, że dr Sciss miał rację. Po przesłuchaniu Wiliam traci przytomność, a potem umiera. Koło kostnicy znaleziono – trzecie z kolei – zwłoki kota, który zmarł z głodu. Jednak nie jest wyjaśnione, dlaczego po raz trzeci znaleziono padlinę kota, oraz jaką rolę odgrywała ona w fabule. Na końcu, kiedy inspektor Gregory przychodzi do dra Scissa, przeszukuje jego szufladę w biurku. Odkrywa, że dr Sciss miał wiele zdjęć przedstawiających zwłoki, co wzbudza jego podejrzenie. W końcu dr Sciss przyznaje, że to on "bawił się" zwłokami.

## Obsada
- Tadeusz Borowski – Gregory, inspektor Scotland Yardu
- Edmund Fetting – Sheppard, starszy inspektor Scotland Yardu
- Jerzy Przybylski – dr Sciss
- Bolesław Abart – Farquart
- Ferdynand Matysik – dr Sörensen
- Bogumił Antczak – wiejski policjant
- Maciej Grzybowski – sierżant policji
- Henryk Hunko – członek rodziny zmarłego
- Mieczysław Janowski – technik Thomas
- Andrzej Jurczak – sierżant Williams
- Zygmunt Zintel – stróż jednej z kostnic

## Plenery
- Łódź, Londyn